# Remispora minuta
Remispora minuta är en svampart som beskrevs av E.B.G. Jones, K.L. Pang & Vrijmoed 2004. Remispora minuta ingår i släktet Remispora och familjen Halosphaeriaceae.   Inga underarter finns listade i Catalogue of Life.